# Klassiske sprog
De klassiske sprog er oldgræsk og latin, som foruden hebræisk var den lærde skoles fundament. De klassiske sprog indgår i en klassisksproglig studentereksamen. Hebræisk, der havde været obligatorisk, blev valgfag i 1850. De klassiske sprog i gymnasiet fik konkurrence, da matematisk studentereksamen indførtes i 1871 og nysproglig studentereksamen i 1903. Som kompensation for de klassiske sprogs ringere stilling fra 1871 indførtes oldtidskundskab som fag.
Det meste af det gamle testamente er skrevet på hebræisk, og det nye testamente er skrevet på oldgræsk. Fra Romerrigets storhedstid til  midten af 19. århundrede var latin enerådende som videnskabernes fagsprog. Derfor har de tre sprog haft så stor betydning. Når man i vore dage taler om de klassiske sprog, mener man dog som regel kun græsk og latin.